# بندباشي
بندباشي هي بلدة في مقاطعة قرة قول في ولاية بخارى في أوزبكستان.